# Panchkhal
Panchkhal (nep. पाँचखाल) – gaun wikas samiti w środkowej części Nepalu w strefie Bagmati w dystrykcie Kavrepalanchok. Według nepalskiego spisu powszechnego z 2001 roku liczył on 2364 gospodarstw domowych i 11872 mieszkańców (6119 kobiet i 5753 mężczyzn).